# Tháp Bismarck ở Działdowo
Tháp Bismarck ở Działdowo, trên ngọn đồi Malinów, gần Działdowo, tỉnh Warmińsko-Mazurskie, phía đông bắc Ba Lan. Hiện nay tình trạng của tháp đang xuống cấp nghiêm trọng.

## Lịch sử của tháp
Tòa tháp được xây dựng vào năm 1915 theo thiết kế của kiến trúc sư Philipp Kähm, trên khu vực mộ của lính Đức. Tòa tháp đã được chuyển đổi thành một đài tưởng niệm để tưởng nhớ và vinh danh những người lính đã hy sinh trong Thế chiến thứ nhất. Cho đến ngày 10 tháng 1 năm 1920, khi Działdowo trở thành một phần của Ba Lan theo Hiệp ước Versailles, tòa tháp không được xây dựng lại. Đến năm 1937 tòa tháp được đổi tên thành tòa tháp "Tự do". Tuy nhiên ở Działdowo vẫn có nhiều dân Đức sinh sống và họ vẫn gọi nó với cái tên là tháp  Bismarck.

## Chi tiết tòa tháp
Trong bản thiết kế, tháp cao 10– 12 m, đài quan sát dựa trên một khối tháp hình vuông, thiết kế theo cấu trúc "Twilight of the Gods" của kiến trúc sư Wilhelm Kreis. Có một cầu thang gỗ dẫn lên đỉnh tháp, đến năm 2015, cầu thang đã bị hư hổng nặng và không có khả năng sử dụng.